# TrumporBiden2024
TrumporBiden2024 és un canal de Twitch que presenta versions generades amb intel·ligència artificial (IA) de l'expresident Republicà dels Estats Units Donald Trump i l'actual president demócrata Joe Biden que participen en un debat polític interminable, paròdic i còmic. Des del seu llançament, el canal s'ha fet molt popular i ha aconseguit captar l'atenció dels mitjans de comunicació impressionats pel fenomen de la IA i la sàtira de les personalitats polítiques. El canal es presenta com una gran sàtira.

## Contingut
Les versions d'Inteligència Artificial de Trump i Biden parlen en entre elles, insultant-se mútuament amb un llenguatge blasfem. Sovint comenten temes polítics de la vida real i els insults acostumen a estar molt relacionats amb les seves respectives carreres. A més, les versions d'IA d'ambdós homes responen als comentaris fets pels membres del Twitch-chat, insultant-los sovint. Per exemple, els comentaris que pot fer un espectador en contra de Trump els prendra Biden com a referència.
Les dades de vocabulari de l'IA tant de Biden com de Trump inclouen referències a diversos elements de la cultura pop com Pokémon o anime cosa que li suma comicitat a les converses. L'IA de Trump fins i tot ha fet comentaris sobre equips esportius, com els Toronto Maple Leafs, equip de hoquei sobre gel. L'IA de Biden es refereix amb freqüència a l'alter ego del meme fictici Dark Brandon . Els gestos d'ambdues versions d'IA són molt similars als de les versions reals dels dos homes.

## Creació
El canal va ser creat per l'empresa belga de jocs en línia The Singularity Group, darrere del joc Athene.

### Tecnologia
Tant les veus i el vídeo dels personatges d'IA es generen en temps real, utilitzant grans models de llenguatge i, sobretot, la tecnologia deepfake.
Tot i que encara no és clar com els creadors del canal aconsegueixen aquest resultat, el més probable és que s'utilitzi una combinació de tecnologies. Aquesta combinació inclouria: models d'IA de generació de text, síntesi de text a veu i la tecnologia de sincronització de llavis. A més, sembla que s'han integrat imatges reals de debats presencials dels dos candidats polítics per millorar l'autenticitat de les representacions de l'IA i un millor resultat de deepfake.

## Recepció
El canal TrumporBiden2024 ha obtingut una molt bona recepció per part del públic i els mitjans internacionals. El canal ha estat qualificat de "desconcertant" i "una bona manera de preparar-se per al circ que acompanyarà les pròximes eleccions presidencials Estatunidenques".